# 7913 Parfenov
7913 Parfenov eller 1978 TU8 är en asteroid i huvudbältet som upptäcktes den 9 oktober 1978 av den sovjetisk-ryska astronomen Ljudmila Zjuravljova vid Krims astrofysiska observatorium på Krim. Den är uppkallad efter den ryske brottaren Anatoly I. Parfyonov.
Asteroiden har en diameter på ungefär 7 kilometer och den tillhör asteroidgruppen Koronis.